# Endo-alfa-sijalidaza
Endo-alfa-sijalidaza (EC 3.2.1.129, endo-N-acilneuraminidaza, endoneuraminidaza, endo-N-acetilneuraminidaza, poli(alfa-2,8-sijalozil) endo-N-acetilneuraminidaza, poli(alfa-2,8-sijalozid) alfa-2,8-sijalozilhidrolaza, endosijalidaza, endo-N) je enzim sa sistematskim imenom polisijalozid (2->8)-alfa-sijalozilhidrolaza. Ovaj enzim katalizuje sledeću hemijsku reakciju
Endohidroliza (2->8)-alfa-sijalozil veza u oligo- ili poli(sijaliskoj) kiselini
Dejstvo ovog enzima je ograničeno na acetilisane supstrate.

## Literatura
- Nicholas C. Price; Lewis Stevens (1999). Fundamentals of Enzymology: The Cell and Molecular Biology of Catalytic Proteins (Third изд.). USA: Oxford University Press. ISBN 019850229X.
- Eric J. Toone (2006). Advances in Enzymology and Related Areas of Molecular Biology, Protein Evolution (Volume 75 изд.). Wiley-Interscience. ISBN 0471205036.
- Branden C; Tooze J. Introduction to Protein Structure. New York, NY: Garland Publishing. ISBN 0-8153-2305-0.
- Irwin H. Segel. Enzyme Kinetics: Behavior and Analysis of Rapid Equilibrium and Steady-State Enzyme Systems (Book 44 изд.). Wiley Classics Library. ISBN 0471303097.

## Spoljašnje veze
- Endo-alpha-sialidase на 